# Carmunnock
Carmunnock es una localidad situada en el concejo de Glasgow, en Escocia (Reino Unido), con una población estimada a mediados de 2019 de 1310 habitantes. Se encuentra a 5 km de East Kilbride. Las colinas de Arran se pueden ver desde Carmunnock.